# Leptobrachium xanthospilum
Leptobrachium xanthospilum es una especie  de anfibios de la familia Megophryidae.

## Distribución geográfica
Se encuentra en Vietnam. 

## Estado de conservación
Se encuentra amenazada de extinción por la pérdida de su hábitat natural.